# Justine Lévy

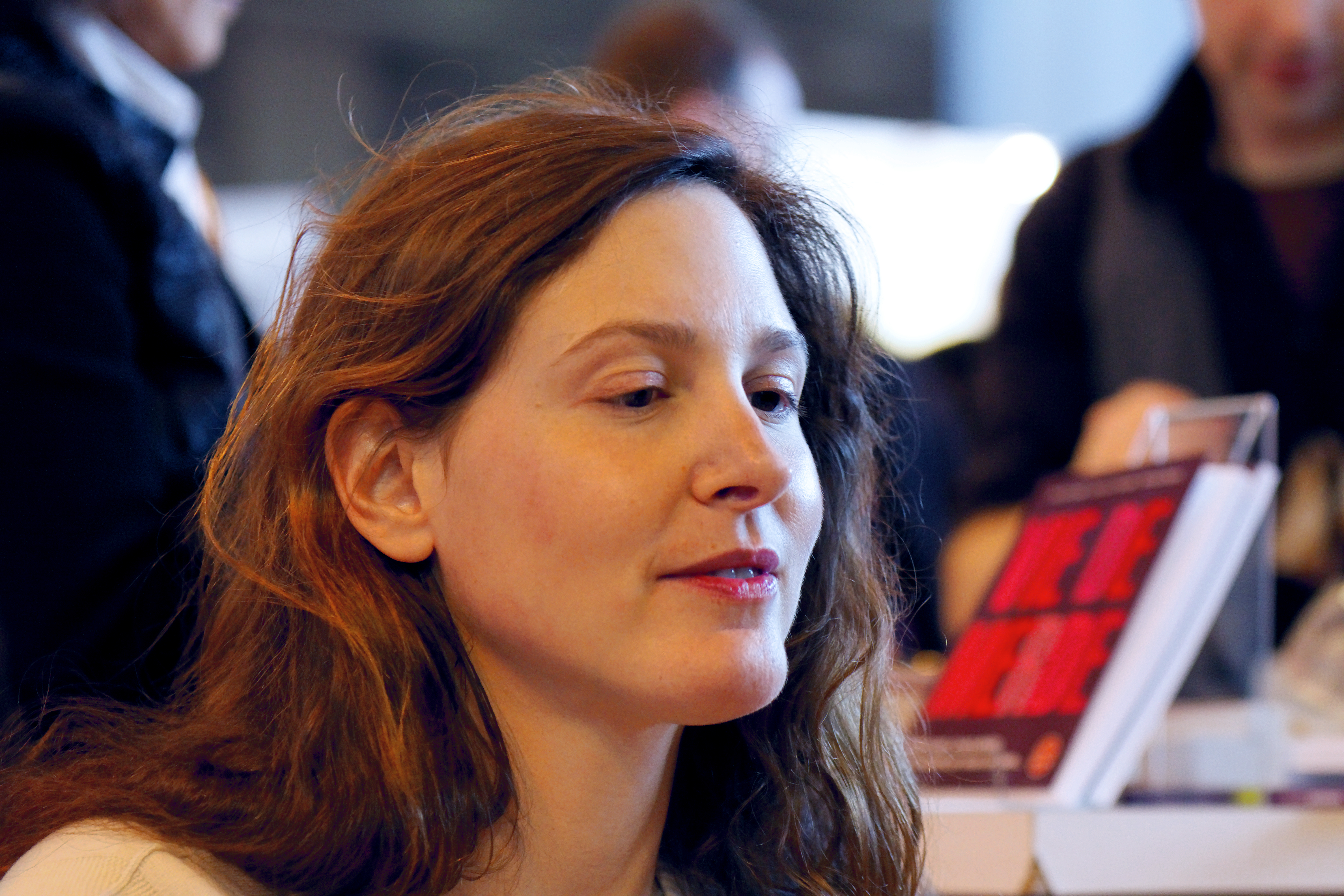
Justine Lévy, 2011.

Justine Lévy, född den 27 september 1974, är en fransk författare och redaktör, dotter till filosofen Bernard-Henri Lévy och fotomodellen Isabelle Doutreluigne. Hon bor i Paris med skådespelaren Patrick Mille, med vilken hon har två barn.
Lévy debuterade 1995 med Vi ses på Place de la Sorbonne (på svenska på Forum 1996 och Sekwa 2011). Hennes andra roman, Rien de grave, kom 2004, och hennes tredje, En ovärdig dotter, 2009. Den sistnämnda kom på svenska 2012 (Sekwa).
Lévys romaner är starkt självbiografiska, och både debuten och En ovärdig dotter handlar om hennes mor i olika skeden i livet. I Vi ses på Place de la Sorbonne sitter artonåriga Louise på ett kafé och väntar på sin mor, samtidigt som hon funderar över sin relation med modern. I En ovärdig dotter ser den vuxna Louise modern sakta dö i cancer, samtidigt som hon själv är gravid utan att förmå sig att tala om det för modern.